# فورتنايت باتل رويال
فورتنايت باتل رويال (بالإنجليزية: Fortnite Battle Royale)‏ هي لعبة فيديو من نوع باتل رويال جماعية مجانية. صدرت اللعبة سنة 2017، وصممت وبنيت اللعبة باستخدام محرك الألعاب أنريل إنجن 4 وهو محرك ألعاب مجاني من إنتاج نفس الشركة مبني بلغة ++C، وتعمل اللعبة على أنظمة متعددة، وهي: مايكروسوفت ويندوز، ماك أو إس، بلاي ستيشن 4، إكس بوكس ون، آي أو إس، نينتندو سويتش، بلاي ستيشن 5، إكس بوكس سيريس إكس وأندرويد، وهي من إنتاج وتطوير ونشر شركة إيبك غيمز الأمريكية.

## فكرة اللعبة
تستوحي هذا النوع من الألعاب فكرتها من رواية وفلم يابانيان يحملان نفس الاسم (باتل رويال) من تأليف الكاتب الياباني كوشون تاكامي (بالإنجليزية: Kōshun Takami)، وتعتمد اللعبة على فكرة البقاء حتى الأخير حيث يفوز من يصمد حتى النهاية. وتبدأ اللعبة عندا يصل 100 لاعب إلى الجزيرة على متن باص طائر يلقي بهم على الجزيرة ويتوجب على اللاعبين استخدام طائرة شراعية صغيرة للهبوط، ويبدأ اللاعبون اللعب بدون أسلحة ودروع واقية عدا عن معول، ويتوجب عليهم البحث داخل الجزيرة في المباني والمساحات المحيطة والصناديق عن الأسلحة والأدوية والدروع ومواد البناء، ثم البدأ في التخلص من اللاعبين الآخرين وتجنب الهزيمة من قبلهم، ويمكن اللعب كلاعب منفرد أو كثنائي أو كفريق من أربعة لاعبين، ويفوز الفريق الثنائي أو ذو الأربعة اللاعبين في حال بقى على الأقل واحد من أفراد الفريق حتى النهاية، وبالإضافة إلى ذلك فإن مساحة اللعب تتقلص باستمرار بسبب ما يسمى العاصفة التي تحيط بالجزيرة وتدفع اللاعبين في مساحة أصغر مع مرور الوقت.